# Tanystylum cavidorsum
Tanystylum cavidorsum är en havsspindelart som beskrevs av Stock, J.H. 1957. Tanystylum cavidorsum ingår i släktet Tanystylum och familjen Ammotheidae. Inga underarter finns listade i Catalogue of Life.